# Lili David
Pour plus de détails, voir Fiche technique et Distribution.
Lili David est un téléfilm français réalisé par Christophe Barraud et diffusé pour la première fois le 22 mai 2012 sur France 3.

## Fiche technique
- Titre original : Lili David
- Réalisateur : Christophe Barraud
- Scénariste : Charly Barbier et Éric Laugérias
- Producteur : Serge Hugon et Philippe Schirrer
- Musique du film : Fred Pallem
- Directeur de la photographie : William Watterlot
- Montage : Bertrand Servant
- Distribution des rôles : Claire-Marie Cuvilly-Givert, Anne Lafosse
- Création des décors : Nicolas Prier
- Création des costumes : Marie-Noëlle Van Meerbeeck
- Société de production : FR3 et France Télévisions
- Pays d'origine : France
- Genre : Comédie
- Durée : 100 minutes
- Date de sortie : 22 mai 2012 sur France 3

## Distribution
- Julie-Anne Roth : Lili David
- Chantal Ladesou : M'ma Dalton
- Mathieu Delarive : Marc
- Nancy Tate : Sophie
- Dounya Hdia : Lou
- Étienne Chicot : Alfred Bert
- Audran Cattin : Joseph, le fils de Lili David
- Ben Jack'son : Sosie de Michael Jackson
- Salvatore Adamo : Lui-même
- Pascal Aubert : Maître Chomard
- Christophe Barraud : Tam
- Gérard Bayle : Gérard Cayzac
- Nathaël Berthier : Portier hotel
- Jeff Bigot : Client voiture
- Céline Brettes : Danseuse
- Sophie Carnet : Danseuse à la barre
- Stéphanie Cassignard : Mathilde
- Selphine Clément : Danseuse
- Roger Contebardo : Hervé
- Michèle Dascain : La duchesse
- Olivier De Laubarière : Le fils de la duchesse
- Olivier Galinou : Serrurier
- Éric Laugérias : Kothinsky
- Estelle Lelièvre : Entraineuse
- Lorraine Madur :	Ludivine
- Jean Philippe Mesmain : Georges
- Lika Minamoto :Rose Osawa
- Frédéric Nouhaud : Harold
- Sandrine Papin :	Présentatrice TV
- Manuel Pena Casado : Mariachi vendeur
- Marianne Ploquin : Anna
- Mustapha Rachidi : Bensala
- Jean-Pierre Rivarin : Garde du corps A Bert
- Bastien Saez : Chef de chœur
- Sébastien Sampiero : Livreur
- Gen Shimaoka : Monsieur Osawa
- Zakaria Tamaldou : Makanga
- Jérôme Thibault : Sous-traitant
- Alexis Victoire : Garde du corps M. Osawa